# Trichotrimicra tchaka
Trichotrimicra tchaka är en tvåvingeart som först beskrevs av Alexander 1960.  Trichotrimicra tchaka ingår i släktet Trichotrimicra och familjen småharkrankar. Inga underarter finns listade i Catalogue of Life.